# Distretto di Santa Isabel de Siguas
Il distretto di Santa Isabel de Siguas è un distretto del Perù nella provincia di Arequipa (regione di Arequipa) con 1.246 abitanti al censimento 2007 dei quali 79 urbani e 1.167 rurali.
È stato istituito fin dall'indipendenzza del Perù.